# Pyrofomes demidoffii
Pyrofomes demidoffii là một loài Basidiomycetes trong họ Polyporaceae. Loài này được Lev. Kotl. & Pouzar miêu tả khoa học đầu tiên năm.
Đây là loài gây hại phát triển phổ biến ở Uzbekistan.